# Ciclone Cempaka
O ciclone tropical Cempaka foi um ciclone tropical que afetou as ilhas de Java e Bali, na Indonésia, em novembro de 2017. Embora não tenha atingido a terra firme e tenha se desenvolvido apenas para um ciclone de categoria 1, o Cempaka conseguiu causar 41 mortes com mais de 20.000 pessoas evacuadas e cerca de US $ 83,6 milhões em danos. Cempaka foi o quarto ciclone a ser registado na Indonésia pelo Centro de Alerta de Ciclone Tropical da Agência Indonésia de Meteorologia, Climatologia e Geofísica (BMKG) desde 2008 e o primeiro desde o Ciclone Bakung em 2014. Ele também esteve mais perto de atingir a costa naquele país do que qualquer outro ciclone registado.

## História meteorológica

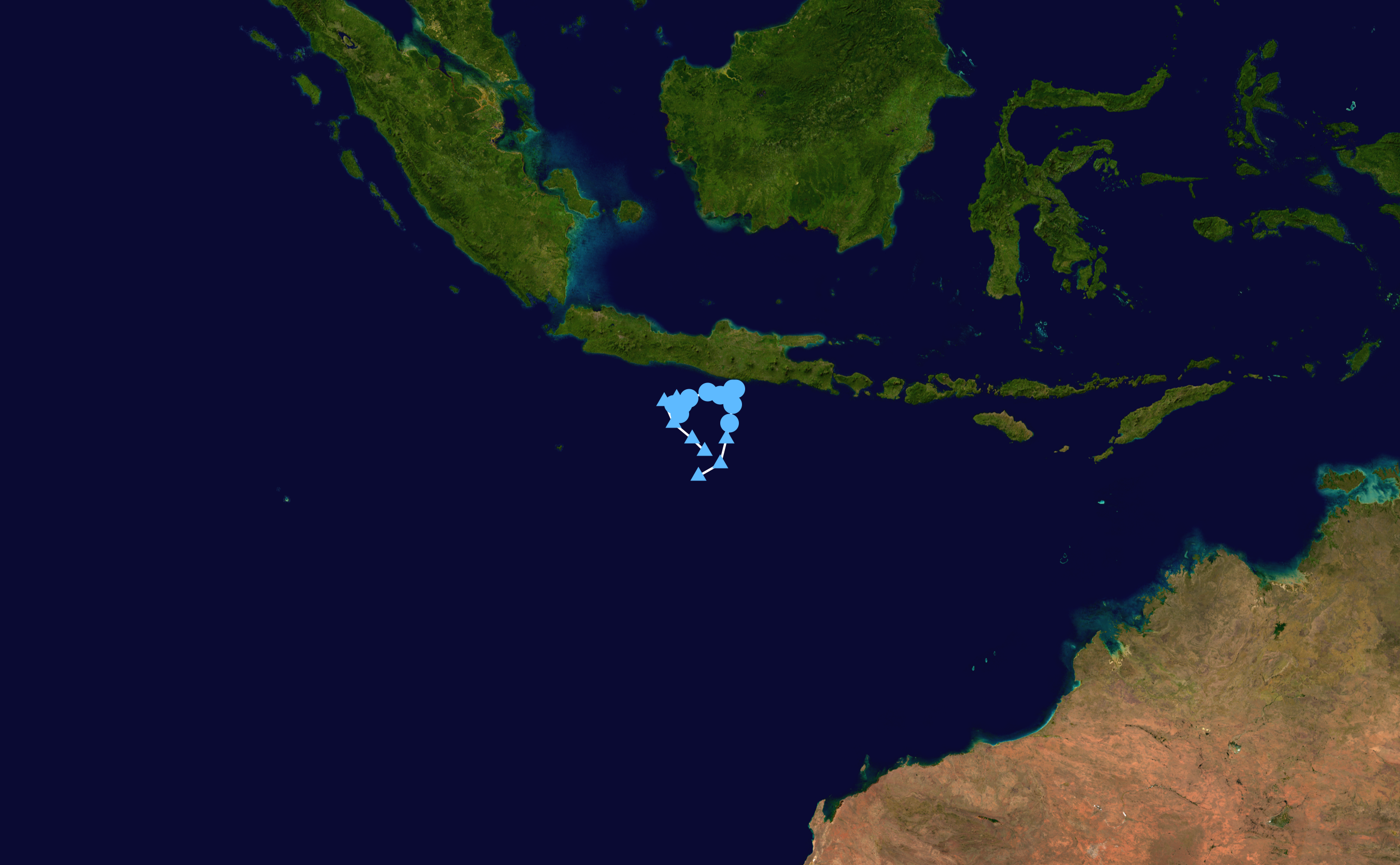
Mapa traçando a trilha e a intensidade da tempestade, de acordo com a escala Saffir-Simpson.

Cempaka inicialmente se desenvolveu como uma baixa tropical fraca em torno de 332 km (206 mi) ao sul da cidade de Surabaya em 22 de novembro e foi monitorado pelo TCWC Perth e TCWC Jakarta. Às 06:00 UTC de 26 de novembro, o TCWC Jakarta registou que o sistema foi localizado 195 km (121 mi) sudoeste da cidade de Cilacap como uma depressão tropical com uma velocidade máxima do vento de 45 km/h (28 mph). Foram previstas ondas de 2–4 m (7–13 ft) através da costa sul central e oriental de Java e um aviso foi emitido. Um Alerta de Formação de Ciclone Tropical foi emitido pelo Joint Typhoon Warning Center na manhã seguinte em 27 de Novembro, informando que as imagens de satélite retrataram uma convecção em ciclogênese explosiva perto do centro do sistema. Várias horas depois, TCWC Jakarta atualizou o sistema para um ciclone tropical, dando o nome de Cempaka, que então estava localizado 100 km (62 mi) sul-sudeste de Cilacap. BMKG alertou sobre fortes chuvas em toda a ilha de Java, com possíveis enchentes e deslizamentos de terra. Em 29 de novembro, Cempaka enfraqueceu em uma baixa tropical e virou para o sudoeste longe de Java. Continuou movendo-se para sudoeste no dia seguinte. TCWC Perth e Jakarta mencionaram pela última vez Cempaka em 1 de dezembro.

## Impacto

Precipitação de hora em hora de partes de Java durante o ciclone Cempaka

O ciclone Cempaka nunca atingiu terra, mas as chuvas causaram graves inundações e deslizamentos de terra em 28 regências e cidades de Java, principalmente ao longo da parte sul da ilha. Tornados também foram registados na área. Pacitan recebeu 383 mm (15.1 in) de chuva em 27 de Novembro, enquanto Joguejacarta recebeu 286 mm (11.3 in) em 28 de novembro, ambos considerados quantidades "extremas" de precipitação diária pelo BMKG. Em 29 de novembro, o governo de Yogyakarta declarou emergência. Em 30 de novembro foram relatadas 26 mortes e mais de 14.000 pessoas foram evacuadas em Java Central, Java Oriental e Joguejacarta, de acordo com o Conselho Nacional de Gerenciamento de Desastres da Indonésia (BNPB). Dezenas de milhares de casas e terras agrícolas foram inundadas. As estradas foram cobertas por deslizamentos de terra e pontes foram destruídas nas regências de fronteira de Java Central e Java Oriental, isolando algumas aldeias remotas. Indonésios e vários políticos recorreram às redes sociais para expressar as suas condolências usando a hashtag #PrayForPacitan. O presidente Joko Widodo pediu que as pessoas "permaneçam vigilantes" enquanto os esforços de socorro estavam a ser realizadas pelas agências governamentais nacionais e locais. O ciclone também mudou a direção das cinzas do Vulcão Agung em Bali de leste em direção a Lomboque para oeste através de Banyuwangi e Jember. No início de dezembro, o BNPB contabilizou pelo menos 41 pessoas teriam morrido alegadamente em relação ao ciclone. As vítimas foram de vários locais em Pacitan, região de Joguejacarta, Wonogiri, Purworejo e Wonosobo. Mais de 28.000 estavam em abrigos enquanto o custo dos danos foi estimado em Rp 1,13 trilhões (US $ 83,6 milhões).

## Raridade
A região da Indonésia geralmente não é atravessada por ciclones tropicais, embora muitos sistemas tenham se formado historicamente lá. O ciclone Cempaka foi um dos poucos ciclones tropicais do hemisfério sul que atingiu a região. Uma análise de dados de ciclones tropicais do Bureau of Meteorology desde 1907 a 2017 descobriu que apenas cerca de 0,62% de todos os ciclones na região australiana durante esses anos ocorreram ao norte do 10º paralelo ao sul.